# Georg Konstantin Czartoryski

Fürst Georg Konstantin Czartoryski

Georg Konstantin Fürst Czartoryski (* 24. April 1828 in Dresden; † 23. Dezember 1912 in Wien) war polnischer Adeliger aus dem Hause Czartoryski und altösterreichischer Politiker.

## Biografie
Er war Sohn des Fürsten Konstantin Adam Czartoryski und der Maria Dzierżonowska (Wappen Gozdawa). Fürst Georg war Landtagsabgeordneter von Galizien, 1873 gewählter Reichsratsabgeordneter, k.k. Geheimrat sowie seit April 1891, vom Kaiser ernannt, erbliches Mitglied des österreichischen Herrenhauses. In Wien war der Fürst Eigentümer des von seinem Vater angekauften Czartoryski-Schlössels.
Der Fürst war sehr musikalisch und fungierte von 1860 bis 1863 als Präsident der Gesellschaft der Musikfreunde.
Hinweis
In Meyers Konversations-Lexikon, 5. Auflage, 4. Band, Bibliographisches Institut, Leipzig und Wien 1895, S. 458, wurde irrtümlich das Todesdatum 30. Oktober 1891 angeführt. Dieses betrifft aber Konstantin Czartoryski (siehe hier), zuletzt vom Kaiser am 26. März 1891 zum Zweiten Vizepräsidenten des Herrenhauses ernannt und am 30. Oktober 1891 verstorben.